# ماورو مينيزيس
ماورو مينيزيس (بالبرتغالية: Mauro Menezes‏) هو لاعب كرة مضرب برازيلي، ولد في 27 يوليو 1963 في ساو باولو في البرازيل.

## وصلات خارجية
- ماورو مينيزيس على موقع رابطة محترفي التنس (الإنجليزية)
- ماورو مينيزيس على موقع الاتحاد الدولي لكرة المضرب (الإنجليزية)
- ماورو مينيزيس على موقع كأس ديفيز (الإنجليزية)
- ماورو مينيزيس على موقع خلاصة التنس.كوم (الإنجليزية)